# オキナワの少年 (映画)
『オキナワの少年』（おきなわのしょうねん）は1983年に公開された日本映画。沖縄県出身の新城卓によって東峰夫の同名小説を映画化した作品である。新城卓の第一回監督作品でもある。

## あらすじ
沖縄から集団就職で上京した主人公のアメリカ占領下の沖縄における少年時代と上京した青年時代を交錯させながら夢と死や自殺に直面する現実を対比させ、復帰前の沖縄人の葛藤を描いている。

## スタッフ
- 監督：新城卓
- 製作：鈴木ワタル
- プロデューサー：船津英恒
- 製作補：森谷晁育、石井雅
- 企画：新城卓、小倉斉
- 原作：東峰夫
- 脚本：中田新一郎、高際和雄、新城卓
- 撮影：姫田真佐久
- 美術：斉藤嘉男
- 編集：鍋島惇
- 音楽：池辺晋一郎
- 助監督：花田深

## キャスト
- 比嘉常雄 - 藤川一歩
- 石垣悟 - 内藤剛志
- 下池真理子 - 小野みゆき
- 北沢絹子 - 岡田奈々
- 比嘉徳章 - 緒形拳
- 比嘉モウシ - 辻伊万里
- 小金井 - 小林桂樹
- 比嘉里子 - 野川由美子
- 大家 - 倍賞美津子
- 製作部長 - 坂上二郎
- 新助 - 田中邦衛
- 玉寄 - 河原崎長一郎
- 鑑察医務院職員 - 篠田三郎
- 比嘉常雄（12歳） - 我那覇文章
- 石垣悟（12歳） - 中野健
- 下池真理子（14歳） - 有元瑞枝
- ハルコ - 愛川まりも
- チーコ - 水原ゆう紀

- ミチコ - 宇田川智子
- トミコ姉 - 中島葵
- 洋子 - 青木明子
- 又吉（12歳） - 平良真
- 又吉 - 野口雅弘
- 安里先生 - 徳田紀子
- 恵忠 - 津嘉山正種
- 三人相 - 親泊良子
- 西田 - 小沢弘治
- 冷凍会社主任 - 伊藤敏孝
- 冷凍会社事務員 - 竜のり子
- 久平 - 奥村公延
- 熊 - 飯島大介
- 大原 - 光石研
- 儀保 - 平良政幸
- 呉屋 - 岸本寛
- ラーメン屋店主 - 穂積隆信
- 白バイ警官 - 横谷雄二

## 関連図書
- 『オキナワの少年』(東峰夫著、文藝春秋, 1972年)